# Franz Moschna
Franz Moschna (* 1. Dezember 1877 in Wien; † 4. März 1959 ebenda) war ein österreichischer Politiker (CSP) und Postangestellter. Moschna war von 1932 bis 1934
Abgeordneter zum Landtag von Niederösterreich.
Nach dem Besuch der Volks- und Bürgerschule absolvierte Moschna eine Lehre als Kunstgießer. Er leistete danach von 1898 bis 1901 seinen Militärdienst ab und trat 1901 in den Dienst der Post, wo er in der Postverwaltung in Mistelbach arbeitete. Zudem engagierte sich Moschna in der Lokalpolitik, wo er zwischen 1921 und 1938 als Gemeinderat und Vizebürgermeister in Mistelbach wirkte. Zudem vertrat er die Christlichsoziale Partei vom 21. Mai 1932 bis zum 30. Oktober 1934 im Niederösterreichischen Landtag.
Moschna wurde 1932 pensioniert und nach der Machtübernahme der Nationalsozialisten 1938 verhaftet. Er übersiedelte in der Folge nach Aspang und übernahm dort zwischen 1950 und 1954 das Amt des Bürgermeisters. Zudem war er dort bis 1957 im Gemeinderat aktiv.